# Villefranche-de-Lonchat
Villefranche-de-Lonchat település Franciaországban, Dordogne megyében. Lakosainak száma 956 fő (2022. január 1.). Villefranche-de-Lonchat Moulin-Neuf, Montpeyroux, Carsac-de-Gurson, Minzac és Saint-Martin-de-Gurson községekkel határos.

## Népesség
A település népessége az elmúlt években az alábbi módon változott:
| Lakosok száma | 814  | 801  | 735  | 838  | 960  | 957  | 973  | 972  | 963  | 956  |
|               | 1968 | 1982 | 1990 | 2006 | 2013 | 2015 | 2017 | 2019 | 2020 | 2022 |